# Hoplopleura bidentata
Hoplopleura bidentata är en insektsart som först beskrevs av Neumann 1909.  Hoplopleura bidentata ingår i släktet Hoplopleura och familjen gnagarlöss. Inga underarter finns listade i Catalogue of Life.